# Lycaena fuscatacaudata
Lycaena fuscatacaudata är en fjärilsart som beskrevs av Tutt 1906. Lycaena fuscatacaudata ingår i släktet Lycaena och familjen juvelvingar. Inga underarter finns listade i Catalogue of Life.